# Rote Rosen (lied)
"Rote Rosen" is een nummer van de Duitse zanger Freddy Breck. Het verscheen op zijn album Rote Rosen für dich uit 1973. In juni van dat jaar werd het uitgebracht als de enige single van het album.

## Achtergrond
"Rote Rosen" is, net als het grootste deel van de nummers uit het begin van de carrière van Breck, gebaseerd op klassieke muziek. Het gaat hier om de overture van de operette "Dichter und Bauer" van de Oostenrijkse componist Franz von Suppé. Hier werd door Kurt Feltz een nieuwe tekst op geschreven. Het lied is geproduceerd door Heinz Gietz. Breck moest Gietz wel overtuigen om zijn muziek te produceren, aangezien hij volgens de zanger al genoeg ideeën had. Bij een tweede poging tot het maken van contact werd zijn idee wel geaccepteerd.
"Rote Rosen" werd in eerste instantie geen hit in Duitsland, volgens Breck omdat de mix tussen klassieke muziek en popmuziek niet aansloeg. Vervolgens werd het in het buitenland als single uitgebracht. Het werd een nummer 1-hit in Nederland - zowel in de Top 40 als de Daverende Dertig - en kwam ook in een voorloper van de Vlaamse Ultratop 50 op de eerste plaats terecht. Daarna groeide het alsnog uit tot zijn grootste hit in Duitsland, waar het de tweede plaats behaalde.

## Hitnoteringen

### Nederlandse Top 40
| Hitnotering: 21-07-1973 t/m 20-10-1973 | Hitnotering: 21-07-1973 t/m 20-10-1973 | Hitnotering: 21-07-1973 t/m 20-10-1973 | Hitnotering: 21-07-1973 t/m 20-10-1973 | Hitnotering: 21-07-1973 t/m 20-10-1973 | Hitnotering: 21-07-1973 t/m 20-10-1973 | Hitnotering: 21-07-1973 t/m 20-10-1973 | Hitnotering: 21-07-1973 t/m 20-10-1973 | Hitnotering: 21-07-1973 t/m 20-10-1973 | Hitnotering: 21-07-1973 t/m 20-10-1973 | Hitnotering: 21-07-1973 t/m 20-10-1973 | Hitnotering: 21-07-1973 t/m 20-10-1973 | Hitnotering: 21-07-1973 t/m 20-10-1973 | Hitnotering: 21-07-1973 t/m 20-10-1973 | Hitnotering: 21-07-1973 t/m 20-10-1973 | Hitnotering: 21-07-1973 t/m 20-10-1973 |
| Week                                   | 1                                      | 2                                      | 3                                      | 4                                      | 5                                      | 6                                      | 7                                      | 8                                      | 9                                      | 10                                     | 11                                     | 12                                     | 13                                     | 14                                     |                                        |
| -------------------------------------- | -------------------------------------- | -------------------------------------- | -------------------------------------- | -------------------------------------- | -------------------------------------- | -------------------------------------- | -------------------------------------- | -------------------------------------- | -------------------------------------- | -------------------------------------- | -------------------------------------- | -------------------------------------- | -------------------------------------- | -------------------------------------- | -------------------------------------- |
| Nummer                                 | 30                                     | 13                                     | 5                                      | 3                                      | 1                                      | 1                                      | 1                                      | 1                                      | 2                                      | 6                                      | 11                                     | 18                                     | 28                                     | 36                                     | uit                                    |

### Daverende Dertig
| Hitnotering: 21-07-1973 t/m 06-10-1973 | Hitnotering: 21-07-1973 t/m 06-10-1973 | Hitnotering: 21-07-1973 t/m 06-10-1973 | Hitnotering: 21-07-1973 t/m 06-10-1973 | Hitnotering: 21-07-1973 t/m 06-10-1973 | Hitnotering: 21-07-1973 t/m 06-10-1973 | Hitnotering: 21-07-1973 t/m 06-10-1973 | Hitnotering: 21-07-1973 t/m 06-10-1973 | Hitnotering: 21-07-1973 t/m 06-10-1973 | Hitnotering: 21-07-1973 t/m 06-10-1973 | Hitnotering: 21-07-1973 t/m 06-10-1973 | Hitnotering: 21-07-1973 t/m 06-10-1973 | Hitnotering: 21-07-1973 t/m 06-10-1973 | Hitnotering: 21-07-1973 t/m 06-10-1973 |
| Week                                   | 1                                      | 2                                      | 3                                      | 4                                      | 5                                      | 6                                      | 7                                      | 8                                      | 9                                      | 10                                     | 11                                     | 12                                     |                                        |
| -------------------------------------- | -------------------------------------- | -------------------------------------- | -------------------------------------- | -------------------------------------- | -------------------------------------- | -------------------------------------- | -------------------------------------- | -------------------------------------- | -------------------------------------- | -------------------------------------- | -------------------------------------- | -------------------------------------- | -------------------------------------- |
| Nummer                                 | 24                                     | 15                                     | 6                                      | 4                                      | 2                                      | 1                                      | 1                                      | 2                                      | 5                                      | 6                                      | 13                                     | 17                                     | uit                                    |